# Dubrava (Nordkroatien)
Dubrava ist eine Gemeinde im Norden Kroatiens, die zur Gespanschaft Zagreb gehört. Sie liegt ca. 12 km westlich von Vrbovec. Nach der Volkszählung von 2011 leben im Verwaltungsgebiet der Gemeinde Dubrava 5245 Einwohner. Insgesamt besteht die Gemeinde aus 27 Ortschaften.

## Ortschaften in der Gemeinde
Einwohner laut Volkszählung 2011:
- Bađinec – 174
- Brezje – 122
- Donji Marinkovac – 95
- Donji Vukšinac – 117
- Dubrava – 1298
- Dubravski Markovac – 177
- Gornji Marinkovac – 134
- Gornji Vukšinac – 150
- Graberec – 231
- Habjanovac – 183
- Koritna – 182
- Kostanj – 111
- Kunđevac – 79
- Ladina – 94
- Mostari – 184
- Nova Kapela – 243
- Novaki – 197
- Paruževac – 135
- Pehardovac – 4
- Podlužan – 176
- Radulec – 132
- Stara Kapela – 192
- Svinjarec – 53
- Zetkan – 223
- Zgališće – 213
- Zvekovac – 193
- Žukovec – 153

## Persönlichkeiten
- Oja Kodar (* 1941), Schauspielerin, Drehbuchautorin und Regisseurin
- Branka Pereglin, Sportlerin
- Slavko Ježić, Historiker und Übersetzer
- Johann Zápolya (1487–1540), Heerführer und Fürst
- Ljudevit Šustek, Priester und Historiker von Dubrava

## Sport
- NK Dubrava Zagreb
- NK Croatia Nova Kapela
- NK Zvekovac
- RK Dubrava